# Vinhòl
Vinhòl (italià Vignolo, piemontès Vigneul) és un municipi italià, situat a la regió del Piemont. L'any 2007 tenia 2.217 habitants. Està situat a la Val Grana, dins de les Valls Occitanes. Limita amb els municipis de Borgo San Dalmazzo, Sarvasca, Cuneo i Roccasparvera.

## Administració
| Període | Identitat       | Partit        |
| ------- | --------------- | ------------- |
| 2004-   | Roberto Giraudo | Llista cívica |